# 詩欣館
25°06′52″N 121°32′14″E / 25.1143932°N 121.5370922°E
詩欣館，又名臺北市立大學天母校區綜合運動館，原名臺北市立體育學院綜合運動館，是一座位於臺灣臺北市士林區臺北市立大學天母校區的綜合性體育館。於2012年4月啟用，為了表揚曾經拿下2004年雅典奧運跆拳道比賽金牌的校友陳詩欣而命名。2017臺北世大運的跳水比賽將於本場館舉行。
原本詩欣館是作為2017臺北世大運的游泳比賽場館，卻因為不符合國際泳池標準的正式比赛池，出发台池岸宽不小于10公尺，只能作為跳水場館。

## 簡介
- 地下一樓至地上二樓為游泳館，設施包括50公尺10水道國際競賽標準游泳池、25公尺國際競賽標準跳水池、16公尺6水道短水道游泳池、SPA 水療多功能休閒池、 觀眾席1892席、水上系重量訓練室、盪槳池和輕艇練習池。
- 二樓為舞蹈教室。
- 三樓有羽球場8面 、桌球6面、攀岩區1處、柔道、武術、跆拳、劍道、空手道練習區及多功能教室。
- 四樓有研究室15間與拔河練習區。
- 五樓有排球場2面、網球場3面和跆拳道練習區。
- 六樓為擊劍練習區與拔河練習區。